# Француски револуционарни ратови: Кампања 1796.
Година 1796. пета је година Француских револуционарних ратова.
Одредбом од 8. јануара 1796. године француску војску чинило је 531 000 људи. 28. септембра 1795. године потписан је уговор у Санкт Петербургу којим Русија улази у рат на савезничкој страни попуњавајући тако упражњено место после изласка Пруске из рата. Међутим, руска помоћ није се могла мерити са активностима пруске војске. Сардинија је убрзо избачена из рата, док је допринос Напуљске краљевине био незнатан. Стваран рат са Француском водиле су само Велика Британија и Аустрија. 

## Слом Пијемонта
Дана 27. марта у Ници, Наполеон Бонапарта примио је команду над Италијанском армијом. 12. априла он се сукобио са аустријско-сардинском војском код Монтенота и нанео им тежак пораз. Уследиле су победе код Милезима (13. априла – Ђовани Провер) и Дега (14. април). Након тога, Наполеон је напао армију Мишела Колија 17. априла код Чева и Мондове. 28. априла сардински краљ закључио је примирје, а 15. маја мир у Паризу. Према одредбама Париског мира, Француска је добила Ницу и Савоју, граница је померена до Алпа у корист Француза, а Пијамонт се обавезао да пропусти француске трупе које пролазе преко његове територије.

## Освојење Ломбардије
Слом Пијемонта знатно је поправио стање француске војске у Италији. Сем тога, јавно мњење је било на њиховој страни и створило моћну франковилску републиканску странку. Владе су и даље биле на страни Аустријанаца.
7-9. маја Наполеон је прешао По код Пјаченце. 8. маја победио је генерала Јохана Бољеа у бици код Фомбиоа. Битком код Лодија (10. мај) у Наполеонове руке пала је читава Ломбардија. 15. маја Наполеон улази у Милано где је дочекан као ослободилац. Ипак, легално и илегално, Наполеон је опљачкао и послао у Париз велике количине злата, драгоцености и уметничких дела. Устанак који је избио у Ломбардији брзо је угушен.

## Операције код Мантове
Дана 28. маја Наполеон је прикупио снаге у Бреши, на територији Млетачке републике нарушавајући тако њену неутралност. Одневши победу код Боргета, Наполеон је опсео Мантову. 
Напуљска краљевина и Папска држава заузеле су непријатељски став због Наполеоновог непоштовања неутралности Млетачке републике. Због тога их Наполеон напада и приморава папу да потпише Болоњску декларацију којом се обавезао да преда Болоњу и Ферару, 21 милион франака. 6. јуна у Брешу потписано је примирје између Напуља и Француске. 29. јуна заузето је Ливорно, територија неутралне Тоскане на којој су британци искрцавали своје трупе. 
Тако је Наполеон не изгубивши ни једног војника избацио Италију из савеза против Француске. 
Маршал Вурмзер је 29. јула извршио први покушај деблокаде Мантове. Наполеонове слабије трупе се повлаче и дижу опсаду, али већ 3. августа извршавају контраофанзиву и односе победу код Кастиљоне деле Стивијере. Аустријанци се повлаче.
Други покушај деблокаде Мантове (5. септембар) такође је завршен неуспехом (Битка код Басана).
Крајем октобра, генерал Јозеф Алвинци извршио је трећи покушај деблокаде Мантове. Однео је победу у бици код Калаијера. Наполеон је затим напао Алвинција код Басана и Арколе (15—17. новембар), а Давидовића код Риволија (21. новембар), оба пута победио и сломио трећи покушај деблокаде. 
Четврти покушај деблокаде Мантове спровеоје такође Јозеф Алвинци али је одбачен код Риволија (14. јануар 1797).

## Операције у Немачкој
Армија Самбре и Мезе прелази Рајну и 2. јуна на Лани је већ било 50.000 Француза. Битка код Вецлара је 15. јуна дивизија команданта Журдана одбацила аустријску војску. 24/25. јуна Мозелска армија прелази Рајну и код Рахштата наноси пораз аустријском генералу Шарлу Латур-Мобуру. Аустријска Горњорајнска армија поражена је код Етлингена 9. јуна. Битка код Нересхајма (11. август) завршена је нерешено. Журдан је поражен код Вирцбурга па се његова армија повлачи из Немачке. После бојева код Лимбурга и Алтенкирхена (19. септембар) он прелази Рајну.
Моро је код Фридберга 24. августа одбацио снаге Латур-Мобура. Затим је однео победу код Бибераха (2. октобар). После пораза код Емедингена и он прелази Рајну.

## На мору
Изласком Напуља из Прве коалиције, Британија губи упоришта у овој земљи. Због тога Британци средином јула заузимају острво Елбу и формирају на њој своју поморску базу. Изласком Шпаније из прве коалиције и њено придруживање Французима мења стратегијску ситуацију у Средоземном мору. Британци наређују повлачење својих бродова из Средоземног мора. 
Француски генерал Ош покушао је искрцавање у Ирску, али му то није пошло за руком због невремена.